# Taperuçu-dos-tepuis
Taperuçu dos tepuis (nome científico: Streptoprocne phelpsi) é uma espécie de ave da família Apodidae, endêmica da região do Monte Roraima.